# La Aguada y Costa Azul
|  | No s'ha de confondre amb La Aguada o Costa Azul (Canelones). |

La Aguada y Costa Azul és una localitat balneària de l'Uruguai, ubicada al departament de Rocha.

## Història
El 21 de desembre de 1995 La Aguada y Costa Azul va rebre la categoria de "poble" pel decret Nr. 12.253.

## Població
La Aguada y Costa Azul tenia 1.103 habitants, d'acord amb les dades del cens de 2004.
| Any  | Població |
| ---- | -------- |
| 1963 | 210      |
| 1975 | 454      |
| 1985 | 967      |
| 1996 | 1.125    |
| 2004 | 1.103    |
| 2011 | 1.090    |

Font: Institut Nacional d'Estadística de l'Uruguai